# Pygoctenucha azteca
Pygoctenucha azteca är en fjärilsart som beskrevs av William Schaus 1892. Pygoctenucha azteca ingår i släktet Pygoctenucha och familjen björnspinnare. Inga underarter finns listade.